# Pectina

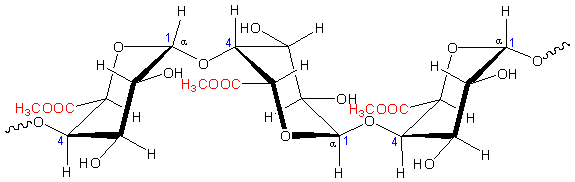
Sección completamente metilada de una molécula de pectina.

Las pectinas constituyen un tipo de heteropolisacáridos. Una mezcla de polímeros ácidos y neutros muy ramificados. Son el principal componente de la lámina media de la pared celular y constituyen el 30 % del peso seco de la pared celular primaria de células vegetales. En presencia de agua forman geles. Determinan la porosidad de la pared, y por tanto el grado de disponibilidad de los sustratos de las enzimas implicadas en las modificaciones de la misma. Las pectinas también proporcionan superficies cargadas que regulan el pH y el balance iónico. Las pectinas tienen tres dominios principales: homogalacturonanos, ramnogalacturonano I y ramnogalacturonano II.

## Homogalacturonanos (HG)
Compuestos por residuos de ácido D-galacturónico (GalU) unidos por un enlace α(1 →4). Los grupos carboxilo del C6 (carbono número 6 del GalU) pueden estar metil-esterificados o permanecer libres. Los grupos carboxilo libres, si están disociados, dan lugar a interacciones electroestáticas con iones calcio (Ca2+) entre las cadenas de HG vecinas, formando la denominada estructura en caja de huevos. Para que una región de HG sea sensible al enlace de calcio son necesarias diez moléculas de GalU sin esterificar, la formación de enlaces de este tipo está relacionada con la detención de la extensión de la pared celular y, por tanto, con el cese del crecimiento y el aumento de rigidez de la pared. El GalU puede encontrarse acetilado en O2 (oxígeno samuel varas.

## Ramnogalacturonano I (RGI)
GalU enlazado en α(1-4) con restos de L-ramnosa (Rha) intercalados con un enlace α(1-2); es decir: [(1-2)-α-L-Rha-(1-4)-α-D-GalU]n, donde n puede ser mayor de 100. Estos restos de Rha son el anclaje de cadenas laterales, aproximadamente la mitad están unidas por el C4 a cadenas de arabinanos, formados por α-L-arabinosa (Ara) enlazadas en α(1-5) como eje principal que pueden estar sustituidas con las cadenas Ara(1-2)-α-Ara(1-3) y/o Ara(1-3)-α-Ara(1-3); o Arabinogalactano I (AGI), cadenas de β-(1-4)-D-galactosa (Gal), con ramificaciones C6-Gal. Pueden estar sustituidas también e α(1-5)Ara en el C3 de Gal.

## Ramnogalacturonano II (RGII)
Polisacárido pequeño de estructura muy compleja; formado por GalU, Rha, Ara, Gal y pequeñas cantidades de azúcares poco frecuentes como apiosa, o ácido acérico. Los restos Rha pueden estar sustituidos en C3; en C3 y C4, en C2, C3, y C4 o ser terminales. El arabinogalactano del RGII presenta ramificaciones en C3 y C6 de Gal y en C3 y C5 de Ara. Las cadenas laterales contienen un alto número de residuos distintos unidos con diversos enlaces, aun así el RGII tiene una estructura altamente conservada y puede formar dímeros mediante un puente borato, con dos enlaces éster.
Arabinanos y galactanos del RGII de la familia Amaranthaceae pueden asociarse a ácido ferúlico mediante un enlace éster, lo que posibilita el enlace de varias cadenas por puentes diferuil, mediante la acción de las peroxidasas. También se provocan enlaces por la dimerización de ácidos hidroxicinámicos enlazados a arabinanos y galactanos del RGI debido a la acción de peroxidasas.

## Uso en medicina
La pectina se ha venido utilizando como absorbente intestinal desde hace muchos años. Además, se le han atribuido ciertos efectos beneficiosos para la prevención del cáncer, sobre todo colorrectal. Recientemente un equipo de investigadores halló en estudios de laboratorio que ciertos componentes de la pectina (pectina modificada) se unen y, quizás, inhiben una proteína que facilitaría la diseminación del cáncer en el organismo. Al parecer, ciertos azúcares en la pectina se unen a la galectina 3, una proteína sobre la superficie de las células tumorales que favorece el crecimiento celular y se disemina en el organismo.
Esa unión, a la vez, permitiría que la pectina inhiba la galectina-3 y, por lo tanto, retrase o incluso revierta la diseminación de las células tumorales.
Actualmente se está teniendo interés por la pectina en el control de hemorragias, es decir como agente hemostático, ya que tiene la capacidad de formar geles y optimizar las fases de la coagulación, especialmente al retener cuerpos formes de la sangre ya que su estructura bioquímica actúa como andamios, homologando a la fibrina. Por otro lado, a diferencia de los colágenos y gelatinas, la pectina tiene una buena biocompatibilidad con el humano. Por otro lado, su carácter ácido lo hace un buen agente antimicrobiano de las heridas.  

## Origen
La pectina contiene principalmente ácidos galacturónicos parcialmente metoxilados. Otras fuentes de pectina son la guayaba, el plátano, la pera, el durazno, la zanahoria y las hojas de la papaya. Especialmente se encuentra en las manzanas y en las cáscaras de estas frutas.

## Descripción
La pectina comercial seca se presenta como un polvo amarillento que se disuelve en 20 partes de agua para formar una solución coloidal viscosa y demulcente.

## Farmacocinética
En el aparato digestivo se forman soluciones coloidales demulcentes similares con fármacos tales como la metilcelulosa y varias otras gomas naturales y sintéticas y algunos polisacáridos. Puede formar un gel y posee la propiedad de retener agua, lo que la hace útil en ciertos tipos de diarreas infantiles. La pectina también es capaz de atrapar cationes y material orgánico, como el ácido biliar. La pectina se digiere por completo en el intestino grueso, en el colon. La porción no digerida se desecha por la materia fecal.